# Most vagy soha!
A Most vagy soha!  magyar történelmi kalandfilm, amelynek témája Petőfi Sándor és a márciusi ifjak részvétele a pesti forradalomban, 1848. március 15-én. A forgatókönyvet Kis-Szabó Márk írta Rákay Philip és Szente Vajk közreműködésével, a rendező Lóth Balázs. 2024. március 14-én mutatták be.
A magyar filmgyártás történetének eddigi legköltségesebb alkotása: a Nemzeti Filmintézet (NFI) 4,7 milliárd forintos állami támogatást ítélt neki oda. A filmgyártáshoz kapcsolódó 30%-os adókedvezménnyel együtt összesen 6,1 milliárd forintba (a hvg.hu szerint a Nemzeti Filmirodára hivatkozva 7 milliárd forintba) került.
A kritikusok és a nézői visszajelzések jelentős része is (a látványterveket leszámítva) bírálták a színészek alakítását, a rossz forgatókönyvet és a minimális történelmi hitelességet. Az író–producer Rákay a film megtekintését hazafias kötelességnek tartotta, míg az olyan bírálókat, akikről ismert, hogy jobboldaliak vagy kormányszimpatizánsok, árulónak nevezte.

## Történet
A cselekmény az 1848. márciusi események feldolgozására vállalkozik. Szente Vajk, az egyik forgatókönyvíró szerint a filmben a valós eseményeket vegyítik a fikcióval, de úgy, hogy az nem befolyásolja az eredeti történelmi események menetét.

## Szereplők
| Karakter                        | Színművész             |
| ------------------------------- | ---------------------- |
| Petőfi Sándor                   | Berettyán Nándor       |
| Szendrey Júlia                  | Mosolygó Sára          |
| Jókai Mór                       | Koltai-Nagy Balázs     |
| Vasvári Pál                     | Fehér Tibor            |
| Irinyi József                   | Ertl Zsombor           |
| Emich Gusztáv                   | Nagy Sándor            |
| Bulyovszky Gyula                | Bordás Roland          |
| Vajda János                     | Reider Péter           |
| Vidats János                    | Hajdu Tibor            |
| Degré Alajos                    | Berettyán Sándor       |
| Irányi Dániel                   | Novkov Máté            |
| Sükey Károly                    | Szabó Sebestyén László |
| Farkas császári titkosrendőr    | Horváth Lajos Ottó     |
| Ignaz von Lederer               | Lukács Sándor          |
| Landerer Lajos                  | Szerednyey Béla        |
| Meyer                           | Jászberényi Gábor      |
| Ottó pincér                     | Varga József           |
| Pofaszakáll                     | Katkó Ferenc           |
| Sebö Antal                      | Bergendi Barnabás      |
| Hamary Dániel                   | Dobai Attila           |
| Hályogos szemű testőr           | Száraz Dénes           |
| Kléh István                     | Imre Roland            |
| Telepy Károly                   | Károlyi Krisztián      |
| Zichy Ferenc gróf               | Ruszina Szabolcs       |
| Tulipán                         | Gerner Csaba           |
| Angyal                          | Csányi Dávid           |
| Rottenbiller Lipót              | Kolovratnik Krisztián  |
| Hóvirágárus lány                | Kovács Gyopár          |
| Kubinyi Ágoston                 | Vranyecz Artúr         |
| Leőwey Klára                    | Kovács Panka           |
| Teleki Blanka                   | Lévay Viktória         |
| Almásy Móric gróf               | Fila Balázs            |
| Táncsics Mihály                 | Kovács Frigyes         |
| Olasz egység vezető parancsnoka | Ferenci Attila         |
| Olasz katona                    | Herczegh Péter         |
| Olasz katona                    | Ódor Kristóf           |

## Gyártás
A produkció megvalósításához a következő kellett: "Tízezer statiszta, 6000 jelmez, 1000 fős stáb, 200 000 adag étel, másfél hektárnyi valósághű díszletváros felépítése, 70 tagú zenekar, magyar filmben még soha nem látott kaszkadőr bravúrok és digitális filmtrükkök garmada, drónok, esőztető rendszerek, lánctalpas gépek és megállíthatatlan szürkemarha-csorda a Nemzeti Múzeum kertjében”

### A díszlet és jelmez előkészítése
A Most vagy soha! c. filmet másfél hektárnyi területen forgatták Fóton. A díszleteket azért igyekeztek monumentálisan megtervezni és megépíteni, hogy még évtizedeken át hasznosíthassa őket a magyar filmgyártás. Pető Beatrix látványtervei alapján épültek meg korabeli, 1848-as utcák, több száz lakással, bolttal, kilincsekkel, kéményekkel, cégérekkel, kutakkal. A tervezést és kivitelezést megelőzően kutatómunkát is végeztek, s így építették fel a pesti Pilvax kávéházat, amely részleteiben – bútorok, tapéták, gázlámpák – is igyekszik pontosan megegyezni az eredetivel.
A produkció során 6000 jelmezt bérelték, ezekből sok ezer ruhát speciális külföldi raktárakból kellett kölcsönözni. Több száz eredeti jelmezt korhűen meg kellett varratni, a legkiválóbb hazai ruhakészítőkkel, Velich Rita jelmeztervező elképzelései szerint. A főszereplőknek egy-egy ruhából, akár 10 darab ugyanolyan példány is szükség volt, különféle roncsoltsággal a cselekménytől függően.
A rendkívül költséges, milliárdokba került díszletekről Rákay Philip úgy nyilatkozott, hogy azokat bérbe adják majd más forgatásokra, és így szerinte „8-10 év alatt megtérül az áruk”. Kiderült az is, hogy a díszlet telkéért az állam jóval a piaci ár felett fizetett.

### Szereposztás
A szereposztás – Kis-Szabó Márk, Rákay Philip és Szente Vajk vezetésével, a forgatókönyv megírása után – hónapokig eltartott, amíg nem találtak minden történelmi személyre tökéletes választást. Petőfi Sándor szerepére való alkalmas színészt volt találni a legkritikusabb; minden magyar színészt (aki kicsit is hasonlított a költőre) meghívtak a válogatásra, míg végül a döntéshozók Berettyán Nándort választották.

### Filmzene
A Most vagy soha! c. filmnek Gulya Róbert zeneszerző 1 éven át dolgozott rajta; a kották 2 hónap alatt elkészültek. Azután 4 napon keresztül egy 70 tagú zenekar rögzítette a filmzenét. A hangkeverés félév alatt kész lett, Dolby Atmos által.
A 2 órás hosszúságú soundtracket, ami összesen 53 szerzeményből áll, 104 órányi forgatott anyagból lett összevágva.

### Forgatás
A forgatás 2022 nyarán 86 napig tartott. A jeleneteket részben a budapesti Magyar Nemzeti Múzeumnál, az Andrássy úton, a Budai Várban, valamint Sopronban, Esztergomban és Komáromban rögzítették. Az NFI Stúdió fóti filmgyártó telepén díszletvárost húztak fel, amiben megépült a Pilvax kávéház, Landerer nyomdája, a Nemzeti Múzeum előtt a Kálvin tér helyén elterülő Széna téri sáros vásártér, a körülötte elhelyezkedő palotanegyedi utcák, sikátorok, illetve a várost kettészelő Duna és a korabeli hajóhíd is.
Az előkészületek is egy évnél tovább tartottak, mivel a jeleneteket számítógépes 3D modellben tervezték meg, így a forgatás 2022 tavaszán kezdődött és ősszel ért véget. Az utómunkák – a vágás, trükk- és hangvéglegesítés – másfél évig tartottak.
Lóth Balázs rendező és Rákay Philip társíró–producer bevallása szerint a kosztümös film stílusát a Guy Ritchie-féle Sherlock Holmes-filmek és a Birmingham bandája című angol sorozat alapján alakították ki.

## Jegyeladások
A nyitó hétvégéje az elmúlt hat év legnagyobb nézőszámát produkálta (75 551 néző), az első hét bevétele 162 millió Ft volt.  A film a második hétvégén újabb 21 755 nézőt hozott, amely 71%-os esés volt az előző hétvégéhez képest. A harmadik hétvégén 8327 nézőt hozott, ami újabb 60%-os esést jelentett.
A nézettségi adatok szerint összesen 169 074 jegyet adtak el rá, és ezzel az eredménnyel mintegy 339 119 570 Ft bevételt termelt a jegypénztáraknál.

### Külföldi jegyeladások
A mozifilmet Romániában 20 ezren látták, Szlovákiában pedig négy hét alatt –, amíg a Top20-ban volt – 6698 fő nézte meg. A külföldi nézőszámok elmaradtak a hasonló időszakban bemutatott másik nagy költségvetésű magyar történelmi film, a Semmelweis számaitól. Azt a filmet Romániában 31 ezren nézték meg, Szlovákiában pedig 7 hét alatt – amíg a Top20-ban volt – 7029 fő látta.

### Kötelező filmnézés
Egyes iskolák kötelezővé tették a film megtekintését a március 15-i ünnepség részeként. A mozijegyet a diákokkal, illetve szüleikkel vetették meg, amit sokan bíráltak. Aki nem akart a filmnézésen részt venni és nem tudta például orvosi igazolással igazolni a hiányzását, annak igazolatlan órát írtak be. A sajtó megkeresésére a Belügyminisztérium válaszolt, akik azt közölték, hogy „a tárca egyetlen iskola, egyetlen diákjának sem tette kötelezővé a film megnézését”. Később a Klebelsberg Központ is azt nyilatkozta, hogy nem tudnak olyan esetről, ahol a tankerületek fenntartásában lévő iskolák kivezényeltek volna kötelező jelleggel diákokat, amennyiben volt ilyen az az iskolák saját hatáskörében történt.
A Színház- és Filmművészeti Egyetem hallgatóinak is levetítették a filmet még a premier előtt, március 13-án, az intézmény közösségi oldalán a filmről poszt kommentálási lehetőségét letiltották.

### Televíziós vetítés
Bár Rákay Philip még 2024 márciusában úgy nyilatkozott, hogy a film nem kerül televízióban bemutatásra és a Netflixnek sem adják el, végül a film bemutatásra került az augusztus 20-iki állami ünnepség alkalmával a TV2-n országos tv-premierként. Erről a kormányközeli Origo portál úgy írt, hogy a döntés közkívánatra született meg, mivel a film sikeres és az érdeklődés töretlen iránta. A később közreadott adatok viszont igen alacsony, mondhatni lesújtó nézettséget mutattak ki.

### Újravetítés
2025. március 15-i hétvégéjén újra moziba küldték, össznézőszáma így 169 074.

## Kritikusi fogadtatás
A sajtóvetítés után a kritikák megoszlottak aszerint, hogy kormányközeli vagy kormánytól független médium közölte őket. A kormányközeli Origo.hu például méltatta a filmet és annak szereplőit, a kritika többek között kijelentette hogy „Berettyán Nándor – a Nemzeti Színház színművésze – döbbenetesen hasonlít a költőre, bár valójában nem tudjuk, pontosan hogyan nézett ki Petőfi.” Rendkívül pozitív véleményt fogalmazott meg a filmről Bohár Dániel eredetileg Facebookon közzétett, majd a Mandiner honlapján is közölt írásában.  „A Most vagy soha! nem csupán egy történelmi film, hanem sokkal több ennél ” – írja – „A Most vagy soha! fantasztikus minőségben, varázslatos színészekkel mesél el egy nagyszerű történetet, ami rólunk szól, magyarokról”. A szintén kormányközeli Index.hu munkatársa, Vig György szerint „egy igen látványos, részletgazdag, szándékait tekintve ötletes” alkotás, mely „történelmi filmként megtévesztő, kalandfilmnek patetikus, üzenetét illetően pedig inkább didaktikus, mintsem felemelő mozgóképes produkció”.
A kormányfüggetlen médiumok, mint a Válasz Online szerint viszont a film eleji „Ahogy történt és ahogy történhetett volna” felirattal önfelmentést hajtanak végre a film készítői, hogy egy nagyrészt fiktív, hatásvadász eszközökkel teletűzdelt történetként, amolyan „akciófilmként” interpretálják 1848 márciusának eseményeit hat milliárd forint közpénzből, amiből több hitelesebb történelmi film is kitelt volna. Az ebben rejlő paradoxonra a Telex kritikája a következőképp világít rá: »A Most vagy soha! első feliratában azzal kecsegtet, hogy amit látunk, az, „ami történt” és „ami történhetett volna”, a kudarca pedig abból fakad, hogy nem ismeri fel: a kettő kizárja egymást. Rákay Philip kreatív producer pontosan tudatában van ennek a kettősségnek, a premier előtti nyilatkozataiban rendszeresen beszélt arról, hogy amikor március 15-öt meg akarták filmesíteni, rá kellett jönniük, hogy „kevésbé filmszerű”, azaz hiányoznak belőle az egyértelmű konfliktusok, a célok, absztraktok, és mivel a közvélemény szeme előtt a szórakoztató film = akciófilm, a folyton vonuló, meg-megálló tömeg nem igazán alkalmas arra, hogy akciójeleneteket facsarjanak ki belőle.«
Szintén negatívan értékelte a filmet Kovács Bálint a HVG-től: „Minden idők legnagyobb hazai filmes költségvetése arra ment el, hogy a Most vagy soha! a jó ízlést hírből sem ismerő alkotói megmutassák: mi is tudunk kicsit sárga, kicsit savanyú, B kategóriás akciófilmet készíteni, akár Petőfi Sándorról is, az első magyar Jediről, akit az első magyar Terminátor üldöz megveszekedetten.” Az IGN Hungary szerzője, Benke Attila kritikájának összegzésében azt írta: „Vannak jobb pillanatai, de ezeket a pillanatokat súlyos dramaturgiai hibák, tragikomikus történések, fárasztó formai megoldások és javarészt unalmas, archetípusok alapján megalkotott karakterek feledtetik.” Inkei Bence a 24.hu-tól 10-ből mindössze 3 pontot adott a filmnek, és úgy vélte, hogy „a Berettyán Nándor alakította Petőfi a legellenszenvesebb karakter a filmben, egy természetes gesztusa nincs, és folyamatosan a homlokát ráncolva fontoskodik, egy humortalan komisszárrá sikerült silányítani”.
A PORT.hu filmportál kritikája szerint a márciusi ifjak filmbeli karaktere a sörreklámok szereplőit idézi leginkább. E történelmi kulcsfigurák a filmben hol vagányok, hol pipogyák, tudálékoskodók, piperkőcök. Ilyen figurák mellett folyamatos a mesterkélt fennköltség, amely igen éles kontrasztot von, főleg miután az általánosan kialakult Petőfi-kép vagy a kép a márciusi forradalomról cseppet sem ilyen. A Petőfi és felesége között ábrázolt kapcsolat is zavaros, szinte már teljes mértékben nélkülözi a logikát. Petőfi egyfolytában arról faggatja mi történt vele, ám Júlia nem akarja elmondani, hogy megverték, noha látszik rajta, végül az egész elrendeződik egy egyszerű bólintással.
A kritika a film pozitívumaként a látványt, a technikát és néhány színész kivételes alakítását emeli mindössze ki, utóbbi tekintetében a Farkascht alakító Horváth Lajos Ottóét, noha szerepe egy teljesen indokolatlan fikció a történelmi tények alapján. Érdekesnek tartja ugyanakkor Jászberényi Gábor szerepeltetését, akinek karaktere, mint bűnöző logikátlan a film cselekményében, de saját lelkiismeretével vívódó emberként jól játszik. A forradalom erőszakmentes lezajlása ellenére túlzottan hangsúlyt kap az erőszak, amit leginkább a Farkasch nevű titkosügynök produkál, aki szinte Terminátor módjára gázol át mindenen és mindenkin. A sematikus karakterábrázolás és a dramaturgiai következetlenség mellett a film legfeltűnőbb hibája a túlexponált patetikusság. Enélkül a hibák ellenére nem lenne annyira rossz produkció.
A HVG kritikája egy nívótlan alkotásként jellemzi a Most vagy soha! című filmet, amely mintha a nézőközönséget igénytelennek tekintené, ezért pusztán valamiféle kötelességből várja el a film megtekintését. A kritika kiemeli a film számtalan logikát nem nélkülöző, már-már parodisztikus bravúrját, a semmitmondó szövegeket, a panoptikumi élettelen látványt és a tartalmatlanságot. A március ifjak jelentősrészt jellemtelen személyekként vannak ábrázolva, nincs megfogalmazott cél, motiváció vagy (sokak szerint elvárható) előtörténet. „…a John Wick-filmek legalább egyfajta morbid esztétikára és coolságra építenek, a szuperhősfilmekben, miközben állandóan püfölik egymást az amúgy sérthetetlen szereplők, legalább lehet a CGI-generált látványra csorgatni a nyálat, itt azonban egyszerűen annyi történik, hogy a szereplők minden második jelenetben verekednek, és a mozgásukban nincs semmi életszerű, csakis a gyengébb akciófilmek sablonmozdulatai és sablonmegoldásai.” Kovács Bálint szerint a rossz forgatókönyv miatt nem tudnak az amúgy tehetséges színészek kibontakozni.
A Telex.hu kritikája szerint a nézőknek nem tesz jót, ha a film egyszerre múzeum és vidámpark. S bár a film részletgazdag történelmileg, de nem tud a részletekkel mit kezdeni, minthogy ezek kibontakozása félbemarad a film sodró lendületében, hol pátosszal, hol a szereplők félszeg mosollyal szegélyezett egymásra irányuló tekintetével övezve. Az érzelmességét a filmnek a zene jelenti, de annyi áthatja szinte minden részét, hogy az embernek az az érzése, mintha szimfonikus zenekar próbatermébe zárták volna, ahol kötelező átszellemülni a szentimentalizmussal. L. Simon László is bírálta a film zenéjét, mivel úgy találta, hogy az leginkább videójátékok világát idézi. A film nem ad semmi különösebbet, csak bemutat egy képet a legnagyobb magyar költőről és a magyar történelem egyik sorsfordító eseményéről, de tartalma és mondanivalója nincs. Nem tudja továbbá érzékeltetni Petőfi nagyságát, a magyarságon belül elfoglalt jelentőséget, inkább hat a filmben egy félénk, tartózkodó embernek, akiben nem buzog a forradalom heve.
A jelenetek értelmetlensége kapcsán párhuzamot lehet találni az Aranybulla sorozattal, amelynek Rákay volt szintén a producere. Például A Most vagy soha! esetében a titkosrendőrség emberei elhitetik a tömeggel, hogy Petőfiék hazaküldték őket, végül ennek a fondorlatos cselnek egy pillanattal később még sincs semmi hatása. Az Aranybullából külön kiemelték az egyik negatív szereplőt, Henriket, Gertrúd királyné testvérét, mint főgonoszt, akinek gonoszsága csupán abból állt, hogy Benny Hill módjára „végigsettenkedte” a jeleneteket, mint aki mindenütt ott van.
Az Index.hu a film eltúlzott patetikusságát szintén bírálja, amely nem tud egybe forrni azzal a képi világgal, amit a készítők nyújtanak. A cselekmény kalandos vonulatát képező Farkasch akcióit a kritika a Kengyelfutó gyalogkakukk vagy No, megállj csak! valamint a Tom és Jerry rajzfilmekben látható humoros üldözésekhez hasonlította, amely itt jelen esetben teljesen komolytalannak hat és brutális erőszakba torkollik. L. Simon László megjegyezte, hogy Farkasch küzdelme az egyik epizódban Szendrey Júliával a Lara Croft-féle verekedéseket idézi. A film egyéb epizódjai is rendkívül parodisztikusan hatnak, amelyek a kritika írója számára a Monty Python filmjeit juttatták eszébe, mint amikor von Lederer generális a túlerő és a fegyveres katonaság ellenére döntetlenben akar kiegyezni Petőfivel.
Az IGN Hungary kritikája szerint a film mérték és arány nélküli alkotás. A magyar történelem és irodalom meghatározó művének számító Nemzeti dalt sután és giccsesen adják elő, sőt túl gyakran ismételgetik, amely felesleges. A filmzene hatásvadász, a kritika szerint Hans Zimmer utánozza, amely tolakodóan jelen van mindenhol, csökkentve a film nézhetőségét. A történetet inkább káosz jellemzi, nincs összefüggés a cselekményszálak között, a negatív főszereplő cselekedetei inkább tét nélkülinek és egyetlen céljuk az erőszak. Az Index kritikájához hasonlóan az IGN kritikája is Vilihez, a prérifarkashoz hasonlítja Farkascht, aki idővel már tragikomikussá válik eredménytelenségei miatt.
Bár az IGN kritika is bírálja a film nem oda való erőszakjeleneteit, néhány ilyen epizódban lát némi lendületet és hatást. A filmet viszont unalmasnak ítéli, amely ráadásul indokolatlanul hosszú, hemzseg a dramaturgiai hibáktól, s tragikomikus történésekkel, fárasztó megoldásokkal és unalmas karakterekkel bombázza a nézőt. A filmben nincs drámai feszültség, legfeljebb igen kismértékben Farkasch és emberei esetén. Az antagonista már-már szánalmat, sajnálkozást vált ki a nézőből, gyaníthatóan valamilyen múltbéli sebekkel bír (ezekről azonban nem lehet tudni semmit). A többi színész kapcsán a kritika megjegyzi, hogy tehetségesek, de – a HVG kritikához hasonlóan – úgy látja, hogy ennek megcsillogtatására nincs semmilyen módjuk. Petőfinek nincs igazi jelleme, se drámája, inkább céltalanul megy előre és meggyőződés nélkül szaval.
A theGeek.hu kritikájában Herpai Gergely (BadSector) egyedül a látványt és bizonyos színészek (például Jászberényi Gábor) alakítását méltatta, viszont a mérhetetlenül bugyuta forgatókönyv és párbeszédek, a tényszerűen számon kérhető történelmi tények meghamisítása és az antagonista Farkasch „végtelenül ostoba és egydimenziós” karakterét kritizálta leginkább, kiemelve, hogy tettei teljesen értelmetlenek és logikátlanok, hiszen nincs kidolgozva, honnan származik az engesztelhetetlen gyűlölet a márciusi ifjak (köztük Petőfi felesége) ellen, illetve miért folytatja a „küldetését” akkor is tovább, amikor egy alkalommal főnöke, az osztrák hadvezér le akarja csukni. Herpai hozzátette még, hogy Farkasch csak „megy, megy és megy előre, mint valamilyen szocreál Terminátor”. A kritika kihangsúlyozta még a hatmilliárd forint eltékozlását, illetve azt is, hogy Petőfiék, ha ma élnének, a jelenlegi kormány ellen harcolnának, de Rákay Philip sem róluk forgatna filmet.
Farkasch karakterét ugyancsak feleslegesnek, „kötelező kalandfilmes antagonistaként” írja le a Promotions.hu kritikája. Írásában a szerző, Helmeczi Benjamin hangsúlyozza, hogy „a film minden képkockáján látszik, hogy igényesen van kidolgozva, nagyon alapos operatőri, berendezői, látványtervezői munka tükröződik a snittekről”, de a jelmezeket és a díszleteket is méltatta. Ugyanakkor rávilágít arra, hogy a Most vagy soha! nagyon sokat merít Guy Ritchie korábbi filmjeiből - a rendező stílusa egyértelműen látszik a produkción -, megemlíti az élőszereplős Aladdin-t és a Sherlock Holmes-filmeket is. A kritika hozzáteszi, hogy bár a film valóban sok helyen túlzó és kiszínezett, de egy „minden korosztály számára fogyasztható történetben meséli el az 1848. március 15-ei eseményeket”.
Valamennyi idézett kritika ugyanakkor elismeréssel szólt a látványról, a díszletekről és méltatta Pető Beatrix látványtervezőnek a produkcióban végzett munkáját.
A REFRESHER.hu kritikája a korábban felsorolt dramaturgiai hibákon, hatásvadász eszközökön és az elköltött közpénzmilliárdokon túl kitért a film politikai hátterére is, ahol párhuzamot vont Orbán Viktor miniszterelnök és Antonio Gramsci filozófus, teoretikus közt. Gramsci nézete szerint ugyanis a hatalom birtoklásának alapfeltétele a kultúra és a kulturális gyakorlatok feletti kontroll, avagy kultúrharc, aminek lényege, hogy a kultúra uralásával és befolyásolásával uralható és befolyásolható a nép is. Az írás szerint az orbáni rendszerben készült romantizált történetű kurzusfilmek is ezzel a céllal készülnek: elhitetni az arra fogékonyakkal, hogy valami nagyhoz, a „nemzethez” tartoznak.
Kovács Ákos kormányoldali énekes és dalszerző méltatta a filmet, amiért véleménye szerint a készítők rengeteg energiát, munkát és erőfeszítést fektettek belé, ugyanakkor a filmzenét ő is kritizálta, mivel az állandóan szól a film alatt.
A Magyar Demokrata c. jobboldali, konzervatív lapban Bencsik András a filmet minden tekintetben rossznak nevezte. Bencsik a következőképp fogalmaz: „Ami nem történt, és ami így nem is történhetett volna, avagy miért nem szabad dilettánsoknak mozifilmet készíteni, vagy ha mégis, miért kell azt ártatlan embereknek megnézniük?” Bencsik szerint nem a történelmi események rossz ábrázolásával van a baj a filmben, hanem azzal, hogy az események jóval kevésbé szerethetőnek mutatkoznak: a márciusi ifjak a Pilvaxban lazán ökörködnek, viszont nem látszik, hogy hatással lennének az őket körülvevő kofatársadalom-ra. A Petőfire vadászó Farkasch is inkább afféle nyugdíjas Jason Statham, akire Szendrey Júlia kung-fu ütéseket mér. Bencsik súlyosan borúlátó ugyanakkor a mohácsi vészről készülő mozifilmet illetően is.

### Margócsy István véleménye a filmről
A legélesebb és legterjedelmesebb kritikát a neves és elismert Petőfi-szakértő, Margócsy István fogalmazta meg a filmmel szemben, s kimondta, hogy a film merő történelemhamisítás, amelynek megtekintését nem szerencsés hazafias kötelességként prezentálni.
Befejezésül a film Petőfiről úgy fogalmaz, hogy egy bizonyos fehéregyházi csata után „csillagok közé került,” tehát lényét transzcendens csodaként hagyná kiteljesedni, annak ellenére, hogy a filmben sehol sincs jelen a transzcendencia, még csak utalás formájában sem, mialatt a filmben ábrázolt nagyszájú, fésületlen, mindennapi értelmiségi fiatalemberről nehéz elhinni, hogy egy csoda letéteményese.
Margócsy szerint a Most vagy soha! mintha egy hamis képzetet akarna sugallni (pont Jókaival szemben kiszabott, ám valójában sosem volt halálos ítélete kapcsán), hogy derék magyar történelmi személyiség csak az lehet, akit legalább halálra ítélt a gaz ellenség.
Megmagyarázhatatlan és a film is teljesen tisztázatlanul hagyja, hogy a kétféle szándék, „ahogy történt, és ahogy történhetett volna”, hogyan vagy éppen miféle szempont alapján érvényesülhet egyszerre, s a néző vajon honnan fog értesülni arról, a film végtelenül zsúfolt világából mennyi a valóság és mennyi a fikció? A film Margócsy szerint vad fantáziajátékokkal töltötte fel és torzította el a cselekményt, amely elbizonytalanítja a nézőközönséget a látottak megítélését illetően. A cselekménykerete, amely már általános iskolások előtt is jól ismert, valós, ám azon nincs történeti hitele nincsen, sőt minden ízében hamis, ferdítései sokszor ízléstelenek, ennek pedig művészi hitele sincsen, történeti emlékezésként pedig működésképtelen.
Bár a történelmi filmek is gyakran rákényszerülnek arra, hogy fikcióval bővítsék a cselekményüket, a Most vagy soha! fikciós anyagja viszont Margócsy szerint meghatározhatatlan mértékű. A kilengéseket az alkotók túl gyakran próbálják magyarázni a művészi szabadsággal, holott a túlságos fikcionálás itt súlyos kérdéseket vett fel. Margócsy szerint a békés, vértelen március forradalomból gyermeteg akciófilmet csináltak, mivel csak azt tudja bemutatni a film, hogy az ellenség magánemberként üldözi a pozitív hősöket. A főszereplők, az események kulcsfigurái ellenben nem csinálnak semmit, s Petőfi hőstettei kimerülnek abban, hogy feleségével szaladgál csak, társaival szónokol, verset mond, számtalanszor esküszuk, s szelíd rábeszéléssel szereli le az állig felfegyverzett hatalmat, amely nem bírja elviselni a tiszta hősök őszinte tekintetét.
Egy akciófilmben ellenséget kell kreálni, s ezért március tizenötödikét, amelynek célkitűzése pedig a régi, konzervatív Magyarország átalakítása volt, osztrák–magyar harctérré alakították át (ezért kellett azt az égbekiáltó hamisítást központi témává tenni, miszerint a harc a magyar nyelv használatának felszabadításáért folyt volna…; s ezért kellett kihagyni a tizenkét pont követeléseinek tartalmi prezentációját), ám tényleges harcot nem láthatunk: a győzelem benyomását az kelti, hogy patetikusra fényképezett hősök néznek és megdicsőülnek – az ellenség meg visszavonul.
Margócsy a film legnagyobb vétkének az üres, semmitmondó tartalmát tartja. Általánosan ismert, hogy 1848-ban kitört Magyarországon is a forradalom, de a film a miértekre nem ad választ, az esélyeket nem boncolgatja, a kifutásokat nem szemlélteti. Annyit sugalmaz mindössze, hogy a külső ellenséggel szemben a szabadságért a magyarságnak egységesen kell fellépni, ami viszont annyiban áll, hogy a titkosrendőr által vezetett alvilági bűnözőbandának is kialakul egy „nemzeti elkötelezettségű” bűnözőcsoportja, akik Petőfiékkel szemben már nem akarnak fellépni. A szabadság fogalma, ami a forradalom céljainak egyik kulcsfontosságú eleme volt, nem kerül szóba, a márciusi ifjak erről nem értekeznek társalgásaikban és nem derült ki, vajon beállt-e az ígért és felesküdött szabadság össznépi állapota, vagy nem? A befejezést Margócsy véleménye szerint akár ironikusan is értelmezhetnék, bár filmtől nagyon távol áll az irónia:
…a derék hősök, a győzelem biztos tudatában szépen hazamennek, a tizenkét pont nyomtatványát pedig beteszik a múzeumba; mintegy azt sugallván, nem a tizenkét pont politikai követelése (pláne nem e követelés megvalósítása) volt a fontos, hanem az, hogy „mi” csináltunk valamit, s ennek dokumentuma bekerül a múzeum ember- és népnélküli archívumába (a film koncepciójának átgondolatlansága persze e jelenetben is kiütközik: a rettenetes nyelvi elnyomás mellett ekkora Nemzeti Múzeum mégiscsak lehetséges volt?). A Petőfiék által vezetett tömeg (vajon ilyen lenne a „nép”?) győzött – a továbbiakról pedig, sugallja a film, ne essék szó.
Margócsy a film műfaját a 17-18. században uralkodó heroikus vitézi játék típusához hasonlítja, amely hősi tartások szituáció nélküli felvázolásával erkölcsi tartást szándékozik bemutatni nemzeti dicsekvéssel, amelyhez enyhe politikai-ideológiai vonatkozások is társulnak. Ezt az érvényét vesztett műfajt a film készítői posztmodern indulatokkal próbálták aktuálissá és akciódússá tenni. Margócsy példaként Kisfaludy Károlyt hozza fel, aki szerint: „Sok haza-puffogatás, ok semmi, de szörnyü magyarság, / Bundás indulatok: oh be tatári müv ez!”
A történelmi vagy akár kalandfilmet is Margócsy szerint nem hazafias kötelességből, hanem esztétikai érdeklődésből kellene megtekinteni. A szervezett iskolai megtekintéseket súlyosan károsnak ítélte a magyar irodalmi és történelmi oktatás terén, s jobb volna tehát, ha a fiatalság Petőfi Sándor személyét illetően továbbra is inkább a versekre hagyatkozik.

### Készítői reakciók a kritikákra
Rákay Philip úgy nyilatkozott a Mandinernek, hogy »a „vele nem szimpatizáló kritikusok” a saját negatív percepciójukat fogják kivetíteni a filmre, ami nem az alkotás valódi minőségéről, hanem róla, Rákayról szól majd. „Ha pedig hetek, hónapok múlva sikeres lesz a mozikban, akkor az a duma jön, hogy ennyi pénzből bárki meg tudta volna csinálni. Ez a szánalmasan ócska színjáték engem már régen nem érdekel.”« Rákay később is igyekezte védeni a produkciót, előbb a nézettségi adatokra hivatkozott – ami így is messze van a piaci megtérüléstől, majd arra, hogy ahogy fogalmazott egy Facebook-bejegyzésben „PETŐFI SÁNDOR ROKONA IS SZERETI A MOST VAGY SOHA! című filmet”, ami szerint Petőfi unokatestvérének a szépunokája szerint „jó lett” a film.
Az Internet Movie Database (IMDB) lapján is hamar megszaporodott a film értékelése a bemutatót követően, s a felhasználók legnagyobb része az 1 csillagot adta a filmnek. Azonban még a filmmel szemben erősen kritikus oldalak is úgy látják, hogy nem okvetlenül valódi értékelések ezek, hanem pusztán állásfoglalások. Az Aranybullát ért negatív értékelések mögött Rákay annak idején politikai összeesküvést látott külföldi szervezésben.  A Most vagy sohával kapcsolatban is elhangzottak már állítások, amik a film lepontozását politikai machinációként festik le és támadásnak tartják a készítők, Petőfi és az egész magyarság ellen. Csakhogy ennek ellentmond az, hogy még a jobboldal részéről is kemény kritikák érték a filmet, amint azt a Demokratá-ban olvasható Bencsik-féle vélemény is igazolja. Rákay nem hagyta szó nélkül Bencsik kritikáját sem és többek szerint burkoltan leárulózta Bencsiket. Bencsik Andráshoz csatlakozott újságíró és történész öccse, Bencsik Gábor is, aki ízléstelennek nevezte Rákay „öndicséretét,” amelyet minden fórumon megjelentet, továbbá elfogadhatatlan nevezte, hogy Rákay a hazafiasságot összemossa a saját művészi teljesítményével, s a témára alapozva nevezi hazafias kötelességnek a produkciója elismerését, valamint megtekintését, továbbá a bírálatokat pedig hazafiatlannak, sőt egyenesen árulónak titulálja, dilettantizmusa pedig ezáltal hanyatláshoz vezethet csak. Bencsik Gábor Galsai Pongrác szavait is idézte, aki szerint „az antialkoholizmus nem mentség a tehetségtelenségre”, s ehhez hozzáfűzte, hogy a „hazafiság sem az”.
Pesty László rendező és producer, aki maga is a Fidesz szimpatizánsa, élesen bírálta Rákay tevékenységét, s szerinte a film költségvetését „borzalmasan félrekalkulálták,” mert a Petőfi-filmet akár hatszor kevesebb pénzből is meg lehetett volna rendezni.
Rákay Philip még olyan állításokkal is élt, hogy a filmet könnyezve tapsolták a moziban, amit közzétett a kormányközeli Origo is. Korábban  nemsokkal debütálása után az Aranybulláról is úgy számolt be  a közmédia, hogy az nagy sikert aratott, ennek azonban a nézői visszajelzések szerint az ellenkezője volt igaz, amit a készítők, így Rákay Philip is  magyarellenes politikai akcióval magyarázott.
Lóth Balázs, a film rendezője, aki magát „egy közönségfilmet kedvelő és készítő filmőrült szakemberként” jellemezte  a filmet méltatta egy Népszavának adott interjúban, bár a film okozta politikai felhangok miatt igyekezett politikaliag semlegesnek mutatkozni. Arra bíztatott mindenkit, hogy nézzék meg a filmet és utána alkossanak véleményt róla. A kitalált és kritizált Farkasch karakterét azzal magyarázta, hogy történészekkel folytatott konzultációk során kiderült számukra, hogy mivel ebben az időszakban formálódott a császári titkosrendőrség, valamint egy nappal korábban Bécsben belelövettek a diákságba, Petőfiékről pedig besúgók jelentettek egyáltalán nem volt veszélytelen forradalmat csinálni; Farkasch ezt a fajta fenyegetést volt hivatott megjeleníteni, főleg, hogy a cselekmény egy nap eseményeit mutatja be. Bár februárban még úgy nyilatkozott, hogy többek közt a Guy Ritchie-féle Sherlock Holmes-filmek és a Peaky Blinders című sorozat ihlette őket a film stílusának kialakításában, a márciusi interjúban úgy fogalmazott, hogy senkitől nem állt szándékukban másolni.
A film alkotói és producerei a bemutatót követő egyik közönségtalálkozón arról beszéltek, hogy egy újabb hasonlóan nagyszabású filmprodukción gondolkodnak, mégpedig a mohácsi csatáról (melynek ötlete már 2023-ban szóba került).

## Történelmi pontatlanságok és tévedések a filmben
Rákay Philip a film történelmi hiteltelenségével kapcsolatban felhozott kritikákra kurtán annyit válaszolt, hogy a film hatása alatt majd a fiatalok jobban utána fognak olvasni az eseményeknek a történelemkönyvekben. Viszont Hermann Róbert történész is nagyon súlyosnak nevezte a Most vagy soha! történelmi baklövéseit.
A film a korabeli Habsburg Birodalmat terrorisztikus rendőrállamként ábrázolja, ahol a magyarul beszélőkre is vadásznak. Természetesen igaz, hogy abszolutisztikus törekvések jellemezték az akkori osztrák császári politikát, azonban a magyar nyelvet nem üldözték, nem is üldözhették, mivel 1844. november 13-án V. Ferdinánd aláírta az Országgyűlés által meghozott törvényt, amely a magyart tette Magyarország hivatalos nyelvévé, ennek értelmében a törvényeket magyarul hozták meg és a hivatalokban is magyar nyelvet használtak. Arról nem is beszélve, hogy akár Petőfi, akár Jókai és más kortárs alkotók viszonylag szabadon kiadhatták magyar nyelvű műveiket, a magyar irodalom valósággal virágzott ekkoriban, ám a film logikája alapján illegálisan kellett volna ezek szerint kiadniuk ezeket az alkotásokat. Még inkább lehetetlen és felfoghatatlan, hogy ilyen állapotok között miként lehetett Nemzeti Múzeumot létrehozni Magyarországon?
Katona Csaba történész szintén a Fidesz-kormány aktuális retorikájának elemét látja abban a képben, amit a film ábrázol, miszerint a gonosz Nyugat bántja a magyarokat csak azért, mert magyarok. A magyarok és az osztrákok nacionalista, szinte soviniszta szembenállása a filmben Katona szerint valótlan, totális blődség. A valódi Petőfi viszont aligha felelne meg a mostani kormányzat által képviselt politikai irányvonalaknak Katona szerint, mivel mai felfogásban ő egy szélsőbaloldali, erősen radikális, a tekintélyelvű rendszereket elutasító alkotó volt.
A film túlzottan primitív képet fest a forradalomról, etnikai színezetet adva neki, holott a forradalom nem a magyar nyelvért folytatott harc volt, hanem társadalmi és politikai változásokat követeltek. (Az ország teljes függetlenségét és az addigi feudalizmus helyébe lépő népképviseleti polgári demokráciát.) Ezt az emlékezetes 12 pont foglalta össze a legegyértelműbben. Katona Csaba a Rákay által alkotott filmbeli világképet naiv-nak nevezte, minthogy a forradalom céljai valójában a még fennálló feudális előjogok eltörlése, a jobbágyság teljes felszámolása, a közteherviselés (általános adózás) és jogegyenlőség bevezetése voltak. Katona szerint ez napjainkban elsőre gyanúsan kommunista retorikájú lenne.
Fontos és általánosan ismert dolog a pesti forradalomról, hogy – a következményeként kitörő szabadságharccal ellentétben – vértelen volt, ennek ellenére a Most vagy soha! fokozottabb hangsúlyt helyez az erőszak megjelenítésére és egyfajta németellenes kicsengése is megmutatkozik. Katona rámutatott arra, hogy a fegyveres szabadságharc során a magyar politika radikálisabb fordulatai igen megosztólag hatottak a közvéleményt, emiatt sorban távoztak az ügy támogatói, mert vállalhatatlannak tartották a Kossuth által kínált irányt, köztük Deák Ferenc, a kiegyezés későbbi kezdeményezője. Deák a békés megegyezésben hitt, s míg Kossuth a szabadságharc bukása után elmenekült az országból, ő továbbra is itt maradt, kivárt, majd az alkalmas időben újból aktív kezdeményezőként lépve fel még a 48-as forradalom követeléseinek számos részletét is megvalósította. Mindez természetesen nem kisebbíti vagy tenné semmivé Kossuth és mások érdemeit. Kiemelte azt is, hogy korábban Kossuth reformjavaslatait (aki felelős államférfiként gondolkodva törvényesen járt el) Bécsben a Habsburg uralkodó szintén szentesítette.
Aránytalanul kiemelve foglalkozik a márciusi ifjak magánéletével, mint például Vasvári Pál nőcsábász karaktere, vagy Jókai Laborfalvi Rózával való kapcsolata.
Ugyancsak hamis az a filmben elhangzó állítás, hogy Jókai Mór elkerülte a rá kiszabott halálos ítélet végrehajtását, minthogy a kötelező tananyagban is egyértelműen szerepel, hogy Jókait semmilyen módon nem vonták felelősségre, még csak ki sem hallgatták a forradalom során történtek miatt.
Rákay Philip filmjeit – elsősorban a történelmi hitelesség hiányosságai és a propagandisztikus dramaturgia miatt – korábban már érték komoly kritikák a történész szakma részéről. (Például az Aranybulla című televíziós sorozatban bemutatott súlyos tárgyi tévedések és történelmi valótlanságok miatt.) Katona Csaba úgy véli, hogy akár a Most vagy soha! c. film ideológiai töltete is rossz irányba viheti el a múltértelmezést.